# ISO/IEC 14443
ISO/IEC 14443 — стандарт, описывающий частотный диапазон, метод модуляции и протокол обмена бесконтактных пассивных карт (RFID) ближнего радиуса действия (до 10 см) на магнитосвязанных индуктивностях. Стандарт был разработан 8-й рабочей группой 17-го подкомитета МЭК.
Стандарт можно отнести к первому поколению RFID-стандартов. Впоследствии вошёл в стандарт ISO/IEC 18000-3 и NFC-стандарты (ISO/IEC 18092 и ISO/IEC 21481).
Существует аутентичный перевод стандарта на русский язык (ГОСТ Р ИСО/МЭК 14443). Копия актуального текста стандарта является платной.

## Состав стандарта
Стандарт состоит из 4 частей, обозначенных цифрами 1—4. Например, ISO 14443-3:
- часть 1 определяет физические нормативы карт и условия нормальной работы;
- часть 2 определяет радиочастотные параметры и методы модуляции;
- часть 3 определяет протокол инициализации обмена (в основном это процедура антиколлизии — разделения нескольких карт в поле считывателя);
- часть 4 определяет протокол обмена данными.

Стандарт содержит несколько разных протоколов обмена, обозначаемых буквами (A, B, и т. д.). Например ISO 14443A или ISO 14443A-4 (с указанием части). Первоначально стандарт содержал только протоколы A и B, однако дискутируются ещё несколько протоколов.
Стандарт периодически пополняется новыми дополнениями с уточнениями и расширениями.
Некоторые карты используют неполный стандарт, подменяя излишне сложный протокол обмена данными своим, упрощенным. В этом случае говорят, что карты удовлетворяют стандарту ISO 14443-3.

### Вышестоящие протоколы
Часто поверх протокола передачи данных (ISO 14443-4) производители карт регламентируют стык с протоколом ISO 7816. Это делается для облегчения интеграции бесконтактных смарт-карт в существующую хорошо развитую инфраструктуру контактных смарткарт.

## Позиционирование
Стандарт предназначен для карт с малой дальностью чтения и большими скоростями обмена данными. В основном это рынок платежных средств (системы бесконтактной оплаты: Visa payWave, MasterCard Contactless, American Express ExpressPay) и идентификации личности.
Наиболее известной реализацией стандарта стало семейство карт Mifare. Этот стандарт используют также электронные паспорта и визы.
На базе этого стандарта создана технология NFC для двустороннего обмена сообщениями и данными между гаджетами.

## Технические подробности
Стандарт определяет использование свободного (нелицензируемого) диапазона частот 13,56 МГц с амплитудной модуляцией и девиацией 850 кГц. В России нормативным документом для использования этого частотного диапазона являются Приложения 4 и 9 к решению ГКРЧ от 7 мая 2007 года N07-20-03-001.
Дальность чтения типовых карт и считывателей — 5—15 см.
Скорость обмена — от 106 до 848 кбит/с.

### Другие стандарты бесконтактных карт
- ISO/IEC 10536
- ISO/IEC 15693
- ISO/IEC 18000
- Near Field Communication
- Mifare

### Другие стандарты и нормативы по смарткартам
- ISO/IEC 7810 — размеры и другие физические характеристики
- ISO/IEC 7816
- JavaCard
- GlobalPlatform[англ.]
- ICAO